# Luc Donat
Pour les articles homonymes, voir Donat.
Luc Donat, de son vrai nom Marie Émilien Luçay Donat, est un musicien réunionnais né le 17 mai 1925 à Saint-Denis de La Réunion et mort le 4 avril 1989 sur son île natale.

## Biographie

### Carrière artistique
Connu en tant que violoniste de jazz et séga, il a écrit de nombreux morceaux toujours populaires dans le département d'outre-mer du sud-ouest de l'océan Indien, par exemple L'amour lé doux et Saint-Joseph (papa Bon Dieu). 

### Vie privée
Luc se maria deux fois et eut trois enfants, un fils et deux filles. Sa seconde fille (Ingrid) naquit de sa seconde épouse, une femme d'origine suédoise avec laquelle il vécut à Paris. Leurs rythmes de travail étant très différents car Luc effectuait des prestations musicales la nuit dans les bars, les discothèques et les salles de concert de la capitale tandis que son épouse travaillait de jour, le couple ne se croisait donc que le matin lorsque lui revenait de son travail et qu'elle partait prendre le sien. Cette façon de vivre eut raison de leur mariage qui se solda par un divorce.  Plus tard, de retour dans son île natale, Luc s'installa en concubinage avec une jeune métropolitaine, Geneviève F., de vingt-sept ans sa cadette, qui travaillait dans l'enseignement. 

## Discographie
- Le roi du séga, fin des années 1950.

Triple album de la collection Takamba du Pôle Régional des Musiques Actuelles de La Réunion "Luc Donat, le roi du séga" Taka 0408 sortie en 2004

## Postérité
Son nom a été donné en hommage à un théâtre du Tampon, le théâtre Luc-Donat.
En 2014 et à l'occasion du 25e anniversaire de sa disparition, une dizaine d'artistes lui rendent hommmage lors d'un spectacle.